# Ganoblemmus rasilis
Ganoblemmus rasilis är en insektsart som beskrevs av Karsch 1893. Ganoblemmus rasilis ingår i släktet Ganoblemmus och familjen syrsor. Inga underarter finns listade i Catalogue of Life.